# K-Maro
K-Maro е псевдоним на френскоговорещия рап и R&B певец, чието истинско име е Сирѝл Кама̀р (Cyril Kamar).

## Биография
Той е роден на 31 януари 1980 г. в Бейрут, Ливан. Заради Ливанската гражданска война неговите родители се местят в Париж малко след раждането му. Сирил Камар израства в Париж и се премества в Канада през 1995 г.

## Музикална кариера
В Монреал, Канада, той основава своята първа група, която се казва LMDS (Les Messagers Du Son). С френския си хип-хоп те достигат до местните класации. След четиригодишна съвместна работа Сирил Камар започва своята кариера на самостоятелен изпълнител.
С първия си голям хит „Femme Like U“, който излиза през 2004 г., той успява да пробие в Европа. Сингълът е с продажби от над 1,5 млн. копия в цял свят. Неговите песни често са микс от текстове на френски и английски, понякога и арабски.

## Дискография

### Албуми
- 2002: I am à l'ancienne
- 2004: La Good Life (650 000 продадени копия)
- 2005: Million Dollar Boy (300 000)
- 2006: 10th Anniversary (50 000)
- 2008: Perfect Stranger
- 2010: 01.10

### Сингли
- 2002: „Symphonie pour un dingue“
- 2004: „Femme Like U“ (1 500 000 в Европа)
- 2005: „Crazy“ (300 000 в Европа)
- 2005: „Sous l'oeil de l'ange“ / „Qu'est-ce que ça te fout...“ (100 000 в Европа)
- 2005: „Histoires de Luv“ (120 000 във Франция)
- 2006: „Les frères existent encore“
- 2006: „Gangsta party“
- 2006: „Let's go“
- 2008: „Out in the Streets“
- 2008: „Take You Away“
- 2009: "Out In The Streets (Remix) с участието на Jim Jones
- 2009: „Elektric“
- 2009: „Music“